# Deive Leonardo
Deive Leonardo Martins (Joinville, 9 de abril de 1990) é um evangelista e influenciador digital brasileiro. Ficou conhecido pelos conteúdos religiosos em seu canal no YouTube e em outras redes sociais, atraindo a atenção de famosos. Costuma fazer turnês pelo Brasil, além de ter escrito livros sobre religião.

## Biografia
É membro da Assembleia de Deus, onde congrega desde a infância. Abandonou a igreja na adolescência, mas se reaproximou da religião em 2009. Chegou a tentar a carreira de ator no período em que esteve afastado da igreja, fazendo um teste na novela Malhação, da Globo.
Foi estudante de Direito, mas preferiu deixar a carreira de advogado para dar palestras motivacionais, onde faz reflexões sobre espiritualidade. Começou a se comunicar pela internet e passou a chamar a atenção em 2019, quando alcançou personalidades conhecidas como o humorista Whindersson Nunes, o surfista Gabriel Medina, o cantor Luan Santana e o jogador de futebol Neymar. Em 2022, uma pregação sua em São Paulo também recebeu as presenças da influenciadora GKay e do youtuber Thiago Nigro.
Durante a pandemia de Covid-19, dedicou-se a fazer lives em seu canal no YouTube. Em 2022, estreou a sua turnê A Resposta, chegando a atingir 50 mil pessoas durante uma pregação na Festa do Peão de Barretos. Também se apresentou em cidades como São Paulo, Brasília, Goiânia e Manaus, São Luís e Vitória.
Até o fim do ano de 2022, Deive Leonardo atraiu 13 milhões de seguidores no Instagram. Seus vídeos alcançaram 372 milhões de visualizações.
Em novembro de 2023, Deive Leonardo lançou A Resposta no serviço de streaming Netflix, com gravações feitas durante pregações no Ginásio do Ibirapuera, em São Paulo, além de imagens gravadas em Joinville, onde vive com a família. Em 2024, passou a fazer participações no programa Chega Mais, do SBT.
Até o início do ano de 2025, o evangelista contava com a incrível marca de 10 milhões de inscritos em seu canal no youtube . E também ultrapassou a marca de 16 milhões de seguidores em seu instagram. 

## Livros
É autor dos livros Devocional Alegria do Amanhecer, O Amor Mais Louco da História, Coragem pra Recomeçar e Final da Tempestade. Em 2023, lançou Colocando a Vida em Ordem, da Editora Vida.

## Vida pessoal
É casado com Paula Martins e pai de três filhos: João, Noah e Serena.

## Filmografia
| Ano           | Programa            | Papel                     | ref.   |
| ------------- | ------------------- | ------------------------- | ------ |
| 2022–presente | Momento Reflexão    | Apresentador              | [ 16 ] |
| 2023          | A Resposta          | Ele mesmo                 |        |
| 2024          | Chega Mais          | Colunista                 | [ 12 ] |
| 2025          | A Caverna Encantada | Ele mesmo (4.ª temporada) | [ 17 ] |
| 2025–presente | Bom Dia Esperança   | Apresentador              | [ 18 ] |